# گل‌کوب‌های اصلی
گُل‌کوب‌های اصلی (نام علمی: Dicaeum) نام یک سرده از تیره گل‌کوبان است.